# Harry Haffner
Harry Haffner (ur. 28 maja 1900 w Uslarze, zm. 14 października 1969 w Hornbergu) – niemiecki prawnik, ostatni prezes nazistowskiego Trybunału Ludowego – sądu specjalnego, ustanowionego w 1934 przez władze III Rzeszy do osądzania takich przestępstw jak zdrada stanu (niem. Hochverrat) i zdrada państwa narodowo-socjalistycznego (niem. Landesverrat), rozwiązanego przez Sojuszniczą Radę Kontroli Niemiec 20 października 1945.

## Życiorys
Haffner ukończył studia prawnicze w 1926 i z początku pracował jako prokurator. W maju 1933 wstąpił do NSDAP a następnie do SA. W 1934 został pierwszym prokuratorem w Celle a w 1936 starszym prokuratorem (niem. Oberstaatsanwalt) w prokuratorze generalnej w Kassel. Od 1938 był przedstawicielem prokuratora generalnego w Hamm.
W grudniu 1943 został powołany na stanowisko prokuratora generalnego w Katowicach. 14 marca 1945 Haffner został mianowany przewodniczącym Trybunału Ludowego, zastępując na tym stanowisku zmarłego Rolanda Freislera. Haffner był ostatnim prezesem Trybunału.
Po II wojnie światowej, od 1946 Haffner żył pod nowym nazwiskiem jako Heinrich Hartmann w heskim miasteczku Sontra, gdzie prowadził zakład wyrobu guzików. W 1953 stawił się dobrowolnie do prokuratury w Kassel. Śledztwo w jego sprawie zostało umorzone.